# PGC 11660
LEDA/PGC 11660 ist eine Galaxie im Sternbild Waldfisch südlich der Ekliptik. Sie ist schätzungsweise  Millionen Lichtjahre von der Milchstraße entfernt. Vom Sonnensystem aus entfernt sich das Objekt mit einer errechneten Radialgeschwindigkeit von näherungsweise 8.600 Kilometern pro Sekunde. Gemeinsam mit PGC 1214797 bildet sie ein optisches Galaxienpaar.
Im selben Himmelsareal befinden sich unter anderem die Galaxien NGC 1219, PGC 11610, PGC 11698, PGC 1217181 und liegt nahe dem Stern HD 19326.